# مارکوس گاروی
مارکوس گاروی (به انگلیسی: Marcus Garvey) در ۱۷ اوت ۱۸۸۷ در جامائیکا به‌دنیا آمد. او را نخستین سیاهپوستی می‌دانند که جنبشی برای بازگرداندن سیاهپوستان از قاره آمریکا به آفریقا -سرزمین نیاکانشان- به‌وجود آورد. وی عقیده داشت از آنجا که سیاهپوستان به‌صورت برده از آفریقا به آمریکا آورده شده‌اند و این ذهنیت در آنان و سفیدپوستان باقی‌مانده‌است، در اینجا دشوار است که بتوانند رشد کنند و ترقی، تحت فشار دولت، منطقی و دائمی نیست ولی در قاره خودشان امکان پیشرفت برایشان وجود دارد. پیش از مارکوس، بسیاری از بردگان آزاد شده آمریکای شمالی با کمک این دولت به آفریقا منتقل و در آنجا کشور لیبریا را تأسیس کرده بودند که تا مدت‌ها یک وزیر منصوب از آمریکا بر کار آنان نظارت داشت.
گاروی و برخی دیگر از فعالان آفریقایی، از هایله سلاسی حمایت کردند تا به نماد همبستگی و اتحاد در آفریقا تبدیل شود و بتوانند بر تفرقه و پراکندگی تصمیم‌ها فائق آیند.

## مرگ
مارکوس گاروی در ۱۰ ژوئن ۱۹۴۰ پس از دیدن آگهی ترحیم خود در یک روزنامهٔ شیکاگویی درگذشت. این آگهی که سهواً چاپ شده بود، وی را بی‌پول، تنها، و نامحبوب توصیف کرده بود. شدت ناراحتی گاروی به حدی بود که دو بار سکته کرد.